# Dörfl (Gemeinde Bischofstetten)
Dörfl ist eine Ortschaft in der Katastralgemeinde und Marktgemeinde Bischofstetten, Niederösterreich.
Das Dorf Dörfl liegt 2 Kilometer östlich von Bischofstetten und ist über die Landesstraße L5385 erreichbar. Am 1. Jänner 2024 zählte die Ortschaft 38 Einwohner. Im Franziszeischen Kataster von 1821 ist das heutige Dorf mit zwei Gehöften verzeichnet.